# Leiobunum alvarezi
Leiobunum alvarezi is een hooiwagen uit de familie Sclerosomatidae.